# Polar Skate Co.
Polar Skate Co. är ett svenskt skateboard- och streetwearmärke, grundat 2011 i Malmö av Pontus Alv, en professionell skateboardåkare, filmskapare och konstnär. 

## Historia och grundare
Märket grundades 2011 i Malmö av Pontus Alv som tidigare samarbetat med andra skateboardmärken. Namnet "Polar" speglar företagets skandinaviska ursprung och dess stil.

## Produkter

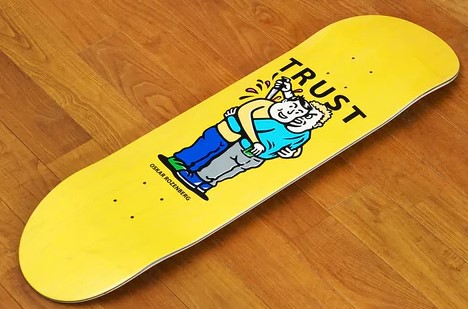
Polar Skate Co deck

Polar Skate Co. tillverkar främst decks, kläder och accessoarer. Företagets brädor produceras i fabriker i Mexiko och Europa, och de grafiska designernas skapelser görs både av Alv och samarbetande konstnärer. Märkets produkter kännetecknas av handritade grafik och referenser till 90-talet samt DIY-estetik.

## Team
Märket sponsrar ett internationellt team av professionella och amatörskateboardåkare. Några av de mest välkända medlemmarna i teamet är:
Oskar Rozenberg (Sverige),
Hjalte Halberg (Danmark),
Aaron Herrington (USA),
Nick Boserio (Australien),
Roman González (Frankrike).

## Filmografi
In Search of the Miraculous (2010)
I Like It Here Inside My Mind, Don’t Wake Me This Time (2016)
We Blew It At Some Point (2018)
Everything is Normal (2020)
I Don’t Even Know How To F**ing Airwalk (2024)